# Кніс
Кніс (пол. Knis, нім. Gneist) — село в Польщі, у гміні Рин Гіжицького повіту Вармінсько-Мазурського воєводства.
Населення — 174 особи (2011).
У 1975-1998 роках село належало до Сувальського воєводства.

## Демографія
Демографічна структура станом на 31 березня 2011 року:
|          | Загалом | Допрацездатний вік | Працездатний вік | Постпрацездатний вік |
| -------- | ------- | ------------------ | ---------------- | -------------------- |
| Чоловіки | 80      | 17                 | 59               | 4                    |
| Жінки    | 94      | 24                 | 54               | 16                   |
| Разом    | 174     | 41                 | 113              | 20                   |